# Godwin Friday
Godwin Elliot Loraine Friday (Bequia, 28 de septiembre de 1959) es un historiador, politólogo y político sanvicentino que ejerce como Líder de la Oposición de San Vicente y las Granadinas desde 2016, como líder del Nuevo Partido Democrático. Es miembro de la Cámara de la Asamblea por la circunscripción de Northern Grenadines.

## Biografía
Nacido en Bequia, en las Granadinas, Friday obtuvo una Licenciatura en Historia y Ciencias Políticas de la Universidad de Waterloo, y una Licenciatura en Derecho de la Queen's University en Canadá. Se graduó con una Maestría en Historia de Waterloo en 1985. En 1989, se graduó con un doctorado en Estudios Políticos de Queens.
Afiliado al Nuevo Partido Democrático, en las elecciones generales del 28 de marzo de 2001, Friday fue elegido miembro de la Cámara de la Asamblea por la circunscripción de Northern Grenadines, sucediendo al ex primer ministro James Fitz-Allen Mitchell. Conservó su escaño en las elecciones de 2005, 2010, 2015 y 2020. En 2016, Arnhim Eustace, líder del partido y líder de la oposición de San Vicente y las Granadinas, renunció, con lo que dejó a Friday el cargo de líder del partido y líder de la oposición.
Friday lideró al partido a las elecciones generales de 2020, en las cuales el NDP obtuvo el 50,33% de los votos y fue la fuerza más votada a nivel nacional por primera vez desde 1994, pero solo obtuvo 6 de los 15 escaños ante una nueva mayoría absoluta del ULP.